# Pseudolycaena timaeus
Pseudolycaena timaeus är en fjärilsart som beskrevs av Felder 1865. Pseudolycaena timaeus ingår i släktet Pseudolycaena och familjen juvelvingar. Inga underarter finns listade.